# Agave xylonacantha
Agave xylonacantha är en sparrisväxtart som beskrevs av Salm-dyck. Agave xylonacantha ingår i släktet Agave och familjen sparrisväxter. Inga underarter finns listade i Catalogue of Life.